# Laître-sous-Amance
Laître-sous-Amance é uma comuna francesa na região administrativa de Grande Leste, no departamento de Meurthe-et-Moselle. Estende-se por uma área de 5,11 km². Em 2010 a comuna tinha 391 habitantes (densidade: 76,5 hab./km²).